# Lycée Sainte-Marie du Port
 (décembre 2022).
Le lycée Sainte-Marie du Port est un établissement d'enseignement secondaire et supérieur privé catholique situé aux Sables-d'Olonne (Vendée). Il délivre un enseignement général, technologique et professionnel. Le lycée Sainte-Marie du Port propose également deux BTS.

## Principales Caractéristiques

### Des classes Internationales
Le lycée propose en classe de seconde des voyages internationaux comme : L'Islande, Les USA, Le Canada, La Finlande, L'Australie, Le Pérou, La Nouvelle-Zélande et Hawaï.

### Les formations disponibles
Le lycée propose les options et formations suivantes:

#### Option en seconde générale
- Le Dual-diploma
- Classe à projet : voile, sport en pleine nature ou théâtre
- Latin qui se fait sur les 3 ans
- Section Européenne

#### Option en Terminal Générale
- Mathématiques complémentaires
- Mathématiques expertes
- Droits et Grands enjeux du monde contemporain

#### Enseignement de spécialité générale
- Les enseignements de spécialités suivantes : ART, HGGSP, LLCER, HLP, LLCE, Mathématiques, NSI, Physiques-Chimie, SVT, SES et EPPCS

#### Voie technologique
- STMG
- ST2S

#### Voie Professionnelle
- CAP AAGA
- AGORA
- SN
- ASSP
- AEPA

### Des BTS
Le lycée propose désormais un BTS Tourisme et un BTS Professions Immobilières. Ces deux formations sont délocalisées en 2017 au sein de l'Institut Supérieur du Tourisme, pôle universitaire créé par la ville des Sables-d'Olonne Rue de l'Ancienne sous Préfecture, en plein centre des Sables-d’Olonne.

### L’accessibilité
Le lycée est desservi par les lignes de bus urbains Oléane, les cars régionaux Aléop ainsi que par le train via la gare des Sables d'Olonne,
Le Lycée propose aussi un parking pour les véhicules de type deux-roues dont un couvert pour les vélos.

## Histoire

### Origines
Le lycée Sainte-Marie du Port résulte de la fusion du lycée général et technique Notre-Dame de Bourgenay, fondé en 1816, et du lycée professionnel Sainte-Marie du Port, en 1989. Ce nouvel établissement propose donc désormais des formations générales, techniques et professionnelles. Il accueille alors 925 élèves.
La création de ce lycée s'est inscrite dans le cadre d'un programme de restructuration des établissements privés sablais, ayant pour conséquence la réorganisation des bâtiments scolaires du secteur (ainsi que des permutations de noms) : le collège Amiral-Merveilleux-du-Vignaux a déménagé dans des locaux neufs dans le quartier du Pas du Bois, les locaux de l'ancien lycée Bourgenay (rue des Religieuses) sont alors occupés par le nouveau collège Notre-Dame de Bourgenay (ancien collège Sainte-Marie du Port), et le nouveau lycée Sainte-Marie du Port s'installe dans des bâtiments neufs à La Mérinière.
Une association dénommée Institution sablaise de l'enseignement catholique (ISEC) est alors créée pour assurer la gestion de ces trois établissements.
Le lycée Sainte-Marie du Port proposait alors différentes formations :

#### Lycée général
- Bac A1 (lettres et mathématiques)
- Bac A2 (lettres)
- Bac B (sciences éco et sociales)
- Bac C (mathématiques et sciences physiques)
- Bac D (mathématiques et sciences de la nature)

#### Lycée technique
- Bac H (sciences et techniques informatiques)
- CAP vente
- CAP employé des services administratifs
- BEP administration commerciale et comptable
- BEP communication administrative et secrétariat
- BEP carrières sanitaires et sociales
- BEP électronique

#### Lycée professionnel
- Bac pro maintenance de l'audiovisuel numérique
- Bac pro bureautique option gestion
- Bac pro CIEL (cybersécurité informatique et réseaux électroniques)

## Spécificités

### Taux de réussite
Le lycée est classé 100e sur 2013 au classement national de l'Express en 2018, et 4e sur 18 au niveau départemental.

### Indice de position sociale
Ce lycée a un IPS de 110.5 en moyenne et un IPS de 115.4 en voie Général et Technologique . Ce score est relativement élevé mais reste dans la moyenne des Lycée sous contrat en France .

### Tarif
Le tarif annuel du Lycée est de 750 € (2025) et les tarifs des repas proposés par la cafeteria sont de 6,30 € (2025).